# Otočec
Otočec falu Szlovéniában, a Délkelet-Szlovénia statisztikai régióban. Közigazgatásilag Novo mesto városi községhez tartozik. A település területe mindössze 2,47 négyzetkilométer. Otočec 194,3 méter magasan fekszik a tenger szintjéhez viszonyítva. A falu lakossága 2002-ben még 683 fő volt.
A település neve az 1950-es években kapta az Otočec nevet, aminek jelentése „szigetecske”. Korábban Šent Peter-nek nevezték, azaz Szent Péter volt a település neve. A település temploma a Novo mesto-i egyházmegyéhez tartozik. Először 1406-ban említik, majd a templomot a 17. és a 19. századokban újjáépítették. A 13. századból származó otočeci vár a településtől keletre a Krka-folyó szigetén helyezkedik el. A vár ma szállodaként üzemel.

## Fordítás
- Ez a szócikk részben vagy egészben  az   Otočec című angol Wikipédia-szócikk ezen változatának fordításán alapul.  Az eredeti cikk szerkesztőit annak laptörténete sorolja fel. Ez a jelzés csupán a megfogalmazás eredetét és a szerzői jogokat jelzi, nem szolgál a cikkben szereplő információk forrásmegjelöléseként.